# Едуард Палла
Едуард Палла (нім. Eduard Palla; 3 вересня 1864—7 квітня 1922) — австрійський ботанік та міколог.

## Біографія
Едуард Палла народився 3 вересня 1864 року у місті Кремзір у Моравії. Навчався в Кремзірській міській гімназії, у 1883 році вступив до Віденського університету. Під впливом А. Кернера, Ю. Віснера, Й. Бема, Г. Моліша та Р. Веттштейна став вивчати ботаніку. У 1887 році здобув ступінь доктора філософії з дисертацією, присвяченою анатомії та систематиці рослин родини Осокові.
З 1888 року Палла працював асистентом Готліба Габерландта у Ботанічному інституті університету Граца. У 1891 році пройшов габілітацію.
У 1900 році Палла відправився на острів Яву, до лютого 1901 року перебував у Бейтензорзі, проводив ботанічні екскурсії, у тому числі з Ернстом Геккелем. Повернувшись у Грац, Палла істотно розширив гербарій університету Граца палеотропічними осоковими та грибами. У 1909 році Едуард Палла був призначений екстраординарним професором, у 1913 році — повним професором Грацького університету.
7 квітня (зустрічається також дата 5 травня) 1922 року Едуард Палла помер.

## Окремі наукові публікації
- Palla, E. (1900). Zur kenntniss der Pilobolus-arten. Osterreich. bot. zeitschr. 50: 349—370, 397—410.
- Palla, E. Cyperaceae. — Wien, 1906. — 33 p.
- * Neue Cyperaceen, 1909 — New Cyperaceae.[4]